# Cerecinos del Carrizal
Cerecinos del Carrizal település Spanyolországban,  Zamora tartományban. Cerecinos del Carrizal Pajares de la Lampreana községgel határos. Lakosainak száma 108 fő (2024).

## Népesség
A település népessége az utóbbi években az alábbiak szerint változott:
| Lakosok száma | 155  | 155  | 139  | 143  | 135  | 127  | 139  | 112  | 107  | 108  |
|               | 2001 | 2004 | 2007 | 2009 | 2012 | 2014 | 2017 | 2019 | 2022 | 2024 |